# Литомержице
Ли́́томержице, устар. Литомержицы (чеш. Litoměřice [ˈlɪtomɲɛr̝ɪtsɛ]), Лейтмериц (нем. Leitmeritz) — город в Чехии, расположенный в долине рек Лабы (Эльбы) и Огрже, примерно в 72 км северо-западнее Праги. Численность населения (2004 год) — 25 687 человек, преимущественно чехи.

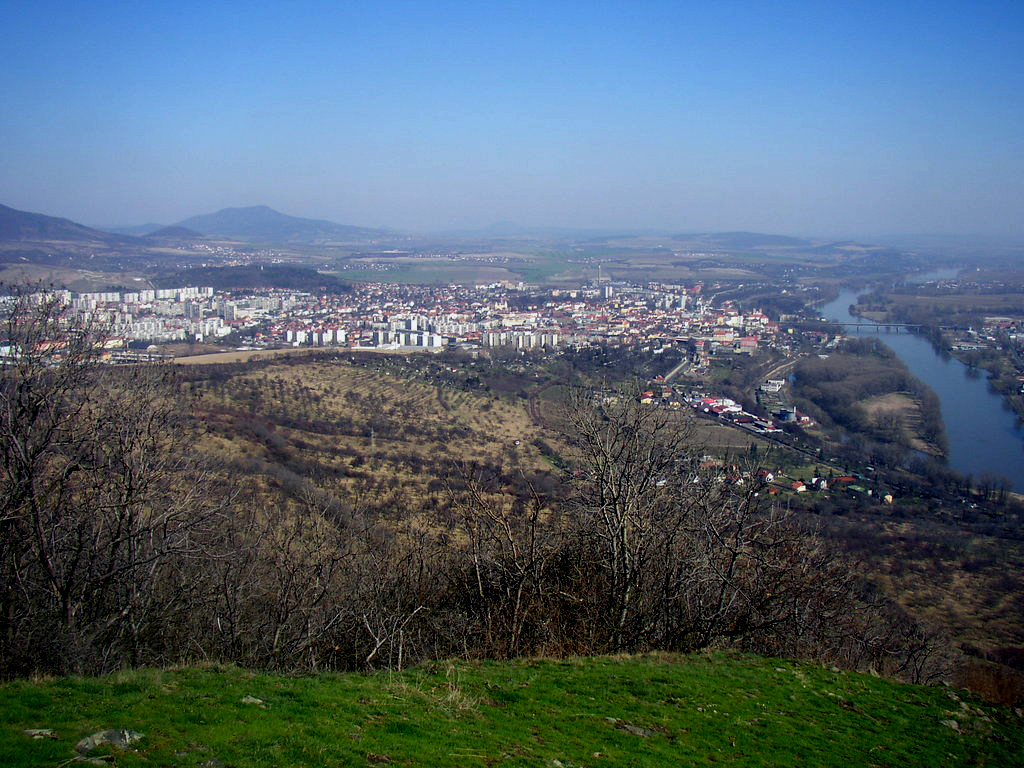
Современный вид на Литомержице (Чехия) с холма Радобыл

## Достопримечательности
Собор Святого Стефана, костёлы св. Войтеха и св. Вацлава, костёл Всех Святых, иезуитский и доминиканский соборы, костёл Капуцинов, синагога. Неподалёку от города находятся: Клаштерец над Огржи, высокий холм Радобил и бывший подземный военный завод нацистской Германии Б5-Рихард.

## История
Официальной датой основания города считается 1057 год, когда князь Спытигнев II основал здесь базилику в романском стиле, на месте которой в XVII веке воздвигли собор св. Стефана. В X—XII вв. Литомержице входили во владения династии Пржемысловичей, которые, однако, пожаловали его знатному роду Вршовцев вместе с городом Жатец за военные и политические заслуги (до 1108 года).
С XIII века Литомержице становится культурным центром края. В частности, здесь устраиваются резиденции францисканского и доминиканского монашеских орденов. Город постепенно застраивается каменными домами, расширяется. XV—XVI вв. оказались особенно плодотворными в отношении строительства архитектурных сооружений. В течение многих веков хозяйственная жизнь Литомержиц основывалась на ремёслах, торговле, виноделии и речном транспорте. В XIX веке здесь стала развиваться пищевая промышленность. В настоящее время в Литомержицах проводятся сельскохозяйственные выставки под названием «Огород Чехии». С Литомержицами связаны биографии национального героя Филиппин Хосе Рисаля и его друга австрийского учёного-ориенталиста Фердинанда Блюментритта, а также чешского поэта-романтика Карела Гинека Махи. Когда Судеты отошли нацистской Германии прах Махи был перевезён в Прагу. На это событие откликнулся стихами крупнейший чешский поэт XX века Витезслав Незвал. В Литормижице родился австрийский писатель Альфред Кубин, считающийся одним из предшественников магического реализма
После освобождения Литомержице от фашистов комендантом города был 26-летний капитан Павел Андреевич Масленников (до этого он принимал участие в Сталинградской битве, в боях за освобождение Харькова и Киева). В последующем П. Масленников был основателем и директором харьковской специализированной школы № 3. Работая на посту директора школы, получил звание Героя социалистического труда. В дальнейшем работал в харьковском педагогическом институте, где передавал свой бесценный опыт педагогам, повышающим свою квалификацию. П. Масленников является почётным гражданином г. Харькова.

## Население
| 1869    | 1869    | 1880    | 1880    | 1890    | 1900    | 1910    | 1921    | 1930    | 1930    | 1950    | 1950    |
| ------- | ------- | ------- | ------- | ------- | ------- | ------- | ------- | ------- | ------- | ------- | ------- |
| 10 023  | ↗10 811 | ↗11 728 | ↘10 854 | ↗12 203 | ↗14 063 | ↗16 595 | ↗18 135 | ↗18 498 | ↗19 718 | ↘14 035 | ↗15 126 |
| 1961    | 1961    | 1970    | 1970    | 1980    | 1980    | 1991    | 1991    | 2001    | 2010    | 2011    | 2014    |
| ↗16 830 | →16 830 | ↗19 595 | →19 595 | ↗22 869 | ↗23 835 | ↗25 865 | ↘25 719 | ↘24 879 | ↘24 300 | ↘24 098 | ↗24 136 |
| 2016    | 2017    | 2018    | 2019    | 2020    | 2021    | 2021    | 2022    | 2023    | 2024    | 2025    |         |
| ↘24 106 | ↗24 168 | ↘24 045 | ↘24 001 | ↘23 849 | ↘23 623 | ↘23 432 | ↘22 950 | ↗23 124 | ↘22 983 | ↘22 767 |         |

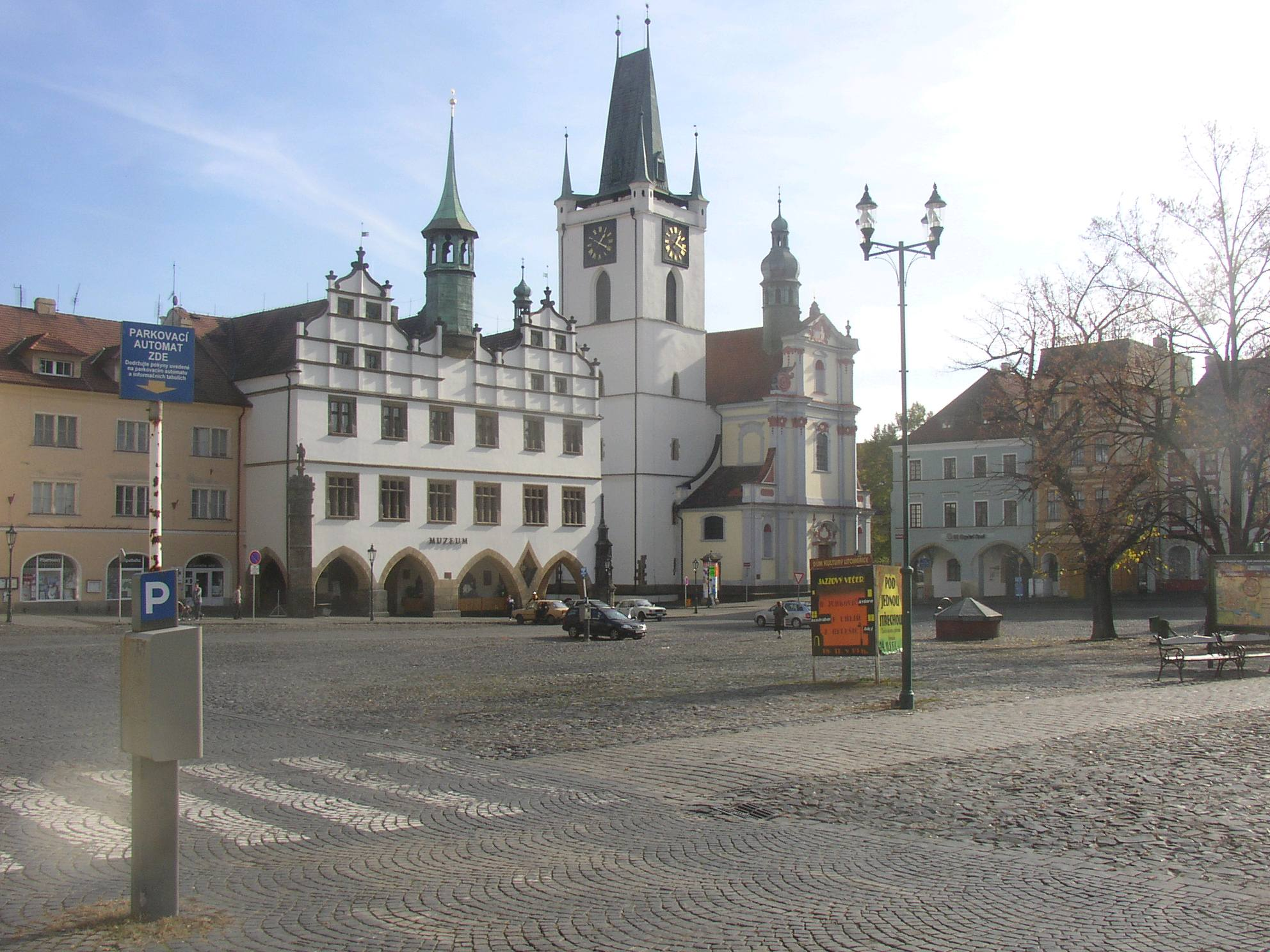
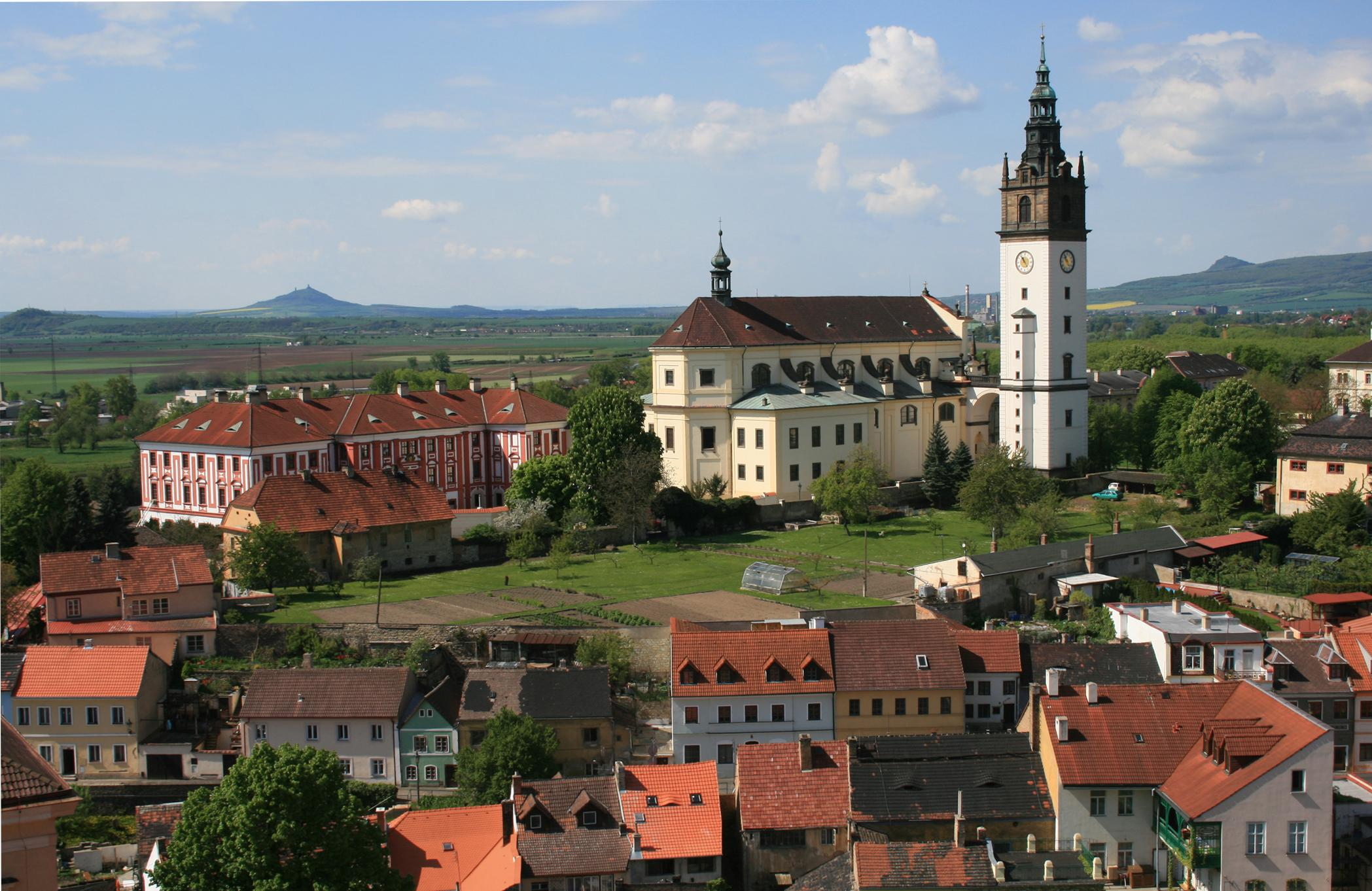
Собор Святого Стефана
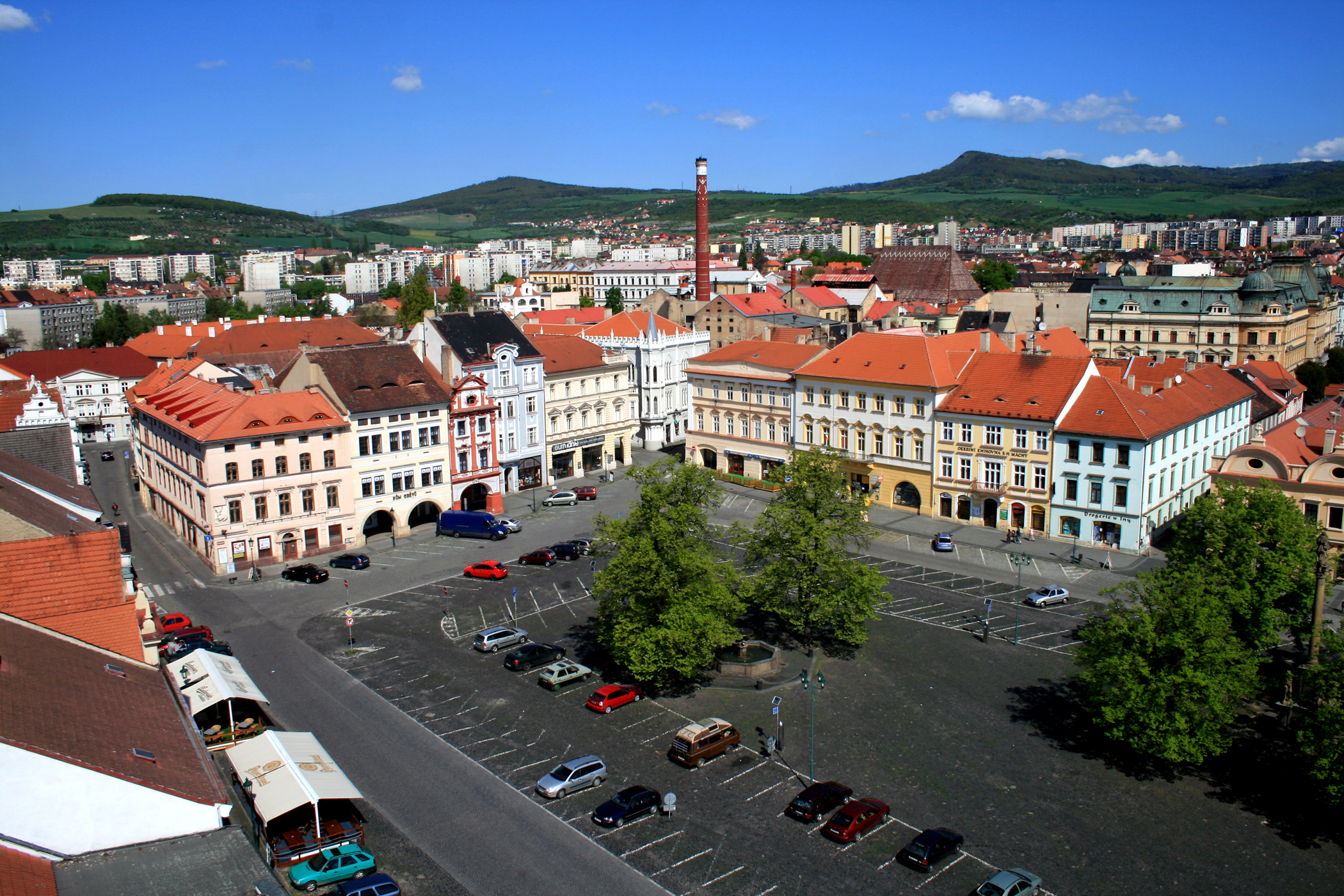
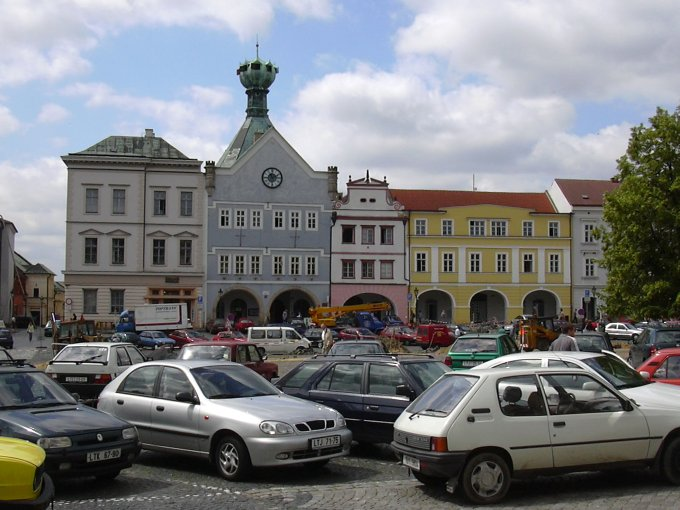

## Советские почётные граждане
- Маршал Советского Союза И. С. Конев
- Генерал-полковник В. Н. Комаров
- Полковник И. А. Самчук[21]

## Города-побратимы
- Майсен, Германия
- Фульда, Германия